# Nervo tibial
O nervo tibial é um nervo originado do nervo ciático (ou isquiático). Supre os músculos do compartimento posterior da perna.

## Trajeto
É o maior nervo da bifurcação do nervo ciático em tibial (medial) e nervo fibular comum (lateral). Compõe a fossa poplítea (região posterior do joelho). Desce medialmente à fíbula; passa posteriormente ao maléolo medial e termina no retináculo dos músculos flexores onde se divide em nervo plantar lateral e medial.

## Distribuição
Possui ramos para os músculos sóleo, plantar, gastrocnêmio, poplíteo e tibial posterior. Esse nervo também supre a articulação tibiofibular superior, a articulação tibiofibular inferior, a membrana interóssea da perna e o osso tibial. Dá origem aos nervos cutâneo sural medial antes dos nervos laterais.

## Lesão do nervo tibial
Lesões nesse nervo são incomuns, já que ele se encontra numa região relativamente profunda. Entretanto, ele pode ser danificado em caso de ferimento profundo ou deslocamento da articulação do joelho. As consequências podem ser previstas analisando sua interação com outras estruturas, que são paralisia dos músculos flexores da perna e de alguns músculos da planta do pé, o que impossibilita a flexão plantar do tornozelo ou flexão dos dedos do pé.